# تنک‌بیشه

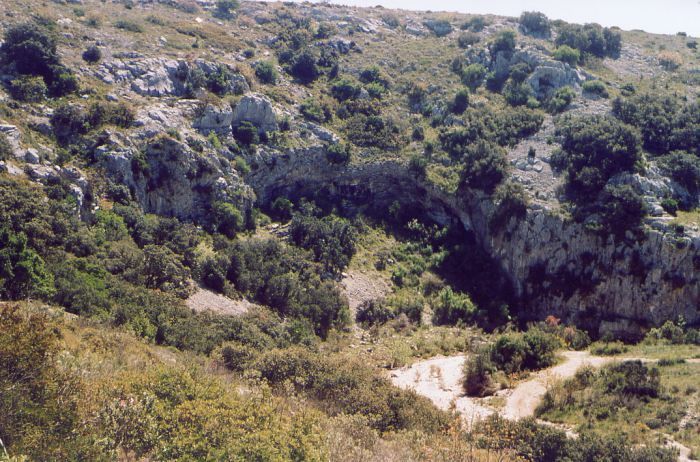
تنک‌بیشه در لانگدوک، پیرنه میانه

تُنُک‌بیشه (به انگلیسی: Garrigue)، به پوشش گیاهی بوته‌ای و کوتاه و کم‌تراکم و مدیترانه‌ای که از درختزارهای مدیترانه‌ای یا خاربیشه برجای مانده است، گویند.
تنک‌بیشه‌ها بیشتر در منطقه‌هایی با سنگ‌های آهکی در جنوب فرانسه و در حوضه مدیترانه دیده می‌شوند. این مناطق عمدتاً در نزدیکی کرانه دریا قرار دارند، مناطقی که آب‌وهوای معتدل مدیترانه‌ای دارند و با خشک‌سالی سالانه تابستانه مواجه‌اند.